# Rikkert La Crois
Rikkert La Crois (Groningen, 24 januari 1934 – Sleen, 18 januari 2021) was een Nederlands voetballer. La Crois was een klassieke midvoor, die vaak met het hoofd scoorde.

## Loopbaan
La Crois debuteerde op 23 maart 1952 in het eerste elftal van GVAV in een wedstrijd tegen AGOVV. GVAV won met 1–2 en La Crois scoorde direct in Apeldoorn. In 1963 vertrok hij voor een transfersom van 50.000 gulden naar Go Ahead . Er ontstond een kleine rel toen La Crois in een interview met het blad Sport en Sportwereld sprak over het amateuristische GVAV. La Crois keerde een jaar later voor 35.000 gulden terug bij GVAV  Vanaf 1965 voetbalde hij gedurende vier seizoenen voor Veendam. Met die club promoveerde hij in 1968 naar de Eerste divisie. 
Op 35-jarige leeftijd vertrok La Crois in de zomer van 1969 transfervrij naar Heerenveen, dat op dat moment in de Tweede divisie uitkwam. De Friezen promoveerden dankzij een kampioenschap (met tien goals van La Crois) in 1970 naar de Eerste divisie. In het voorjaar van 1971 werd duidelijk dat zijn rechterknie versleten was, waarna hij werd afgekeurd.
Na zijn spelersloopbaan was La Crois trainer van VV Bakkeveen, VV Haulerwijk en VV GOMOS en ook actief als begeleider en jeugdtrainer bij onder andere sc Heerenveen en FC Groningen.

## Carrièrestatistieken
| Seizoen         | Club            | Competitie                   | Competitie | Competitie | Beker | Beker | Internationaal | Internationaal | Overig | Overig | Totaal | Totaal |
| Seizoen         | Club            | Competitie                   | Wed.       | Dlp.       | Wed.  | Dlp.  | Wed.           | Dlp.           | Wed.   | Dlp.   | Wed.   | Dlp.   |
| --------------- | --------------- | ---------------------------- | ---------- | ---------- | ----- | ----- | -------------- | -------------- | ------ | ------ | ------ | ------ |
| 1951/52         | GVAV            | Eerste klasse                | 4          | 5          | –     | –     | 0              | 0              | 0      | 0      | 4      | 5      |
| 1952/53         | GVAV            | Eerste klasse                | 26         | 9          | –     | –     | 0              | 0              | 0      | 0      | 26     | 9      |
| 1953/54         | GVAV            | Eerste klasse                | 26         | 10         | –     | –     | 0              | 0              | 0      | 0      | 26     | 10     |
| 1954/55         | GVAV            | Eerste klasse A (afgebroken) | 7          | 4          | –     | –     | 0              | 0              | 0      | 0      | 7      | 4      |
| 1954/55         | GVAV            | Eerste klasse C              | 23         | 17         | –     | –     | 0              | 0              | 0      | 0      | 23     | 17     |
| 1955/56         | GVAV            | Hoofdklasse B                | 27         | 16         | –     | –     | 0              | 0              | 7      | 5      | 34     | 21     |
| 1956/57         | GVAV            | Eredivisie                   | 31         | 8          | 1     | 0     | 0              | 0              | 0      | 0      | 32     | 8      |
| 1957/58         | GVAV            | Eredivisie                   | 31         | 17         | –     | –     | 0              | 0              | 1      | 0      | 31     | 17     |
| 1958/59         | GVAV            | Eerste divisie               | 28         | 13         | 0     | 0     | 0              | 0              | 0      | 0      | 28     | 13     |
| 1959/60         | GVAV            | Eerste divisie               | 30         | 19         | –     | –     | 0              | 0              | 0      | 0      | 30     | 19     |
| 1960/61         | GVAV            | Eredivisie                   | 34         | 10         | 5     | 4     | 0              | 0              | 0      | 0      | 39     | 14     |
| 1961/62         | GVAV            | Eredivisie                   | 31         | 16         | 0     | 0     | 0              | 0              | 0      | 0      | 31     | 16     |
| 1962/63         | GVAV            | Eredivisie                   | 23         | 11         | 3     | 4     | 0              | 0              | 0      | 0      | 26     | 15     |
| 1963/64         | Go Ahead        | Eredivisie                   | 29         | 11         | 1     | 0     | 0              | 0              | 0      | 0      | 30     | 11     |
| 1964/65         | GVAV            | Eredivisie                   | 29         | 8          | 2     | 0     | 0              | 0              | 0      | 0      | 31     | 8      |
| 1965/66         | Veendam         | Tweede divisie A             | 14         | 7          | 3     | 2     | 0              | 0              | 0      | 0      | 17     | 9      |
| 1966/67         | Veendam         | Tweede divisie               | 43         | 25         | –     | –     | 0              | 0              | 1      | 0      | 44     | 25     |
| 1967/68         | Veendam         | Tweede divisie               | 33         | 15         | 5     | 7     | 0              | 0              | 0      | 0      | 38     | 22     |
| 1968/69         | Veendam         | Eerste divisie               | 25         | 7          | 0     | 0     | 0              | 0              | 0      | 0      | 25     | 7      |
| 1969/70         | Heerenveen      | Tweede divisie               | 29         | 10         | 1     | 0     | 0              | 0              | 0      | 0      | 30     | 10     |
| 1970/71         | Heerenveen      | Eerste divisie               | 5          | 2          | 1     | 0     | 0              | 0              | 0      | 0      | 6      | 2      |
| Carrière totaal | Carrière totaal | Carrière totaal              | 528        | 240        | 22    | 17    | 0              | 0              | 9      | 5      | 559    | 262    |

## Erelijst
GVAV
| Nationaal      |    |         |
| Eerste divisie | 1x | 1959/60 |

 Heerenveen
| Nationaal      |    |         |
| Tweede divisie | 1x | 1969/70 |